# Tranvikön
Tranvikön är en ö i Åland (Finland). Den ligger i Skärgårdshavet och i kommunen Sund i landskapet Åland, i den sydvästra delen av landet. Ön ligger omkring 18 kilometer nordöst om Mariehamn och omkring 260 kilometer väster om Helsingfors.
Öns area är 21,4 hektar och dess största längd är 0,9 kilometer i nord-sydlig riktning. Ön höjer sig omkring 20 meter över havsytan.
Runt Tranvikön är det glesbefolkat, med 13 invånare per kvadratkilometer.